# August Pitzl
August Pitzl (né le 17 décembre 1920 à Vienne en Autriche – mort le 25 janvier 2000 à Vienne) était un joueur et dirigeant autrichien de basket-ball. En tant que joueur, il évolua dans le championnat d'Autriche avec l'équipe de Union Rudolfsheim de 1946 à 1968. Il devient ensuite président de la Fédération autrichienne de basket-ball de 1968 à 1986, puis  trésorier de la FIBA entre 1984 et 1994. Il a également été directeur de l'autorité autrichienne de la consommation de 1946 jusque dans les années 1990. Il est intronisé en tant que contributeur au FIBA Hall of Fame en 2007.